# Karl Thiele (Wassersportler)
Karl Thiele (* 16. Oktober 1867 in Hannover; † 6. September 1940 ebenda) war ein deutscher Tischlermeister und Wassersportler. Er gründete „vermutlich den ersten Kanu-Club Deutschlands überhaupt“ und gilt als Ideen-„Vater des Maschsees“.

## Leben
Karl Thiele wurde als Sohn eines Tischlers geboren, absolvierte selbst eine Tischlerlehre und schloss mit dem Meistertitel ab. Im selben Jahr begann er – „besessen“ vom Wassersport – mit dem Bootsbau aus Brettern der Tischlerei seines Vaters.
Mit gerade einmal 16 Jahren gründete Thiele gemeinsam mit sechs Freunden am 29. November 1883 den Sportverein Hannoverscher Canoe-Club. Doch es kam zu Schwierigkeiten mit den orthodox-strengen Ruderern – 1885 wurde der Club umbenannt in Hannoverscher Ruderverein Triton.
1903 hatte Thiele erstmals die Idee zum Bau eines Sees in der Aegidienmasch, gründete 1904 die „Maschsee-Kommission“.
Aus diesem Verein heraus gründete Karl Thiele den heutigen Hannoverschen Kanu-Club von 1921 (HKC) mit Sitz im Glocksee-Viertel, nahe dem Lokal Justus Garten am Zusammenfluss der Leine und der Ihme.
Karl Thiele saß 17 Jahre im Vorstand des HKC, war 5 Jahre Erster Vorsitzender und wurde 1935 zum Ehrenmitglied ernannt. Doch schon zuvor hatte das Bürgervorsteherkollegium noch 1932, in der Weimarer Republik, den Bau des Maschsees beschlossen, als Thiele mehr als ein Vierteljahrhundert nach seiner ersten Idee den Beginn der Bauarbeiten erleben konnte: Am 21. März 1934, dem durch die Nationalsozialisten so genannten „Tag der nationalen Arbeitsschlacht“, begann der Bau, anfangs mit nur 100 Arbeitslosen, später mit mehr als 1.650 Menschen.
Thiele leitete zeitweilig auch die Kanu-Riege des Hannoverschen Ruder-Clubs von 1880 (HRC), der ehedem ebenfalls an der Glocksee beheimatet war (in der Glockseestraße) und 1936 seinen Sitz an den Maschsee verlegte.

## Weitere Ehrungen
- 1940 wurde Karl Thiele mit der Goldenen Nadel des Deutschen Ruderverbands ausgezeichnet.[1]
- Um 1936 entstand beim Bau des Maschsees ein Weg vom (heutigen) Rudolf-von-Bennigsen-Ufer in der Südstadt bis nach Waldhausen; dieser Weg wurde laut dem Adressbuch der Stadt Hannover von 1958 im Jahr 1957 als Karl-Thiele-Weg benannt.[4]
- Auf dem Gelände des HRC am Karl-Thiele-Weg 20 wurde ein Karl-Thiele-Gedenkstein aufgestellt.[1]